# Gonoclostera
Gonoclostera é um gênero de traça pertencente à família Arctiidae.